# Personaggi di My Name Is Earl
Questa pagina contiene informazioni relative ai personaggi della serie televisiva statunitense My Name Is Earl.

## Personaggi principali

### Earl Hickey

Earl Hickey nella puntata Corri, Joy, corri!

Earl Jehosephat Hickey è il protagonista della serie televisiva. È interpretato da Jason Lee e doppiato da Pasquale Anselmo.
Piccolo criminale dell'immaginaria città di Camden dedito al furto ed al vandalismo, Earl decide di cambiare la propria vita a seguito di un incidente: vinti 100.000 dollari alla lotteria, a causa dell'euforia Earl si fa investire da una automobile e durante il ricovero vede in televisione Carson Daly il quale parla del concetto di karma. Illuminato, Earl decide di redigere una lista delle proprie cattive azioni e di porvi rimedio ed a seguito della prima fra esse Earl ritrova il biglietto vincente. Earl inizia così la propria impresa supportato dal fratello Randy.
Earl è stato sposato con Joy Turner la quale, essendo incinta e senza un marito, lo ha portato all'altare a Las Vegas approfittando del fatto che l'uomo fosse completamente ubriaco. Earl convive dunque con Joy e Randy in una roulotte. Successivamente Joy mette al mondo un bambino di colore, Earl Jr. dimostrandosi infedele. Earl si infuria ma non lascia la moglie poiché minacciato dal proprio padre Carl. La donna ottiene poi il divorzio consensuale da Earl approfittando del suo stordimento dovuto alla morfina proprio a seguito dell'incidente e va a vivere nella roulotte con Darnell Turner, suo amante e presunto padre di Earl Jr. 
Dopo qualche tempo Joy ruba un camion e così facendo sequestra involontariamente un dipendente dell'azienda derubata, rimasto sul mezzo. A causa dei suoi precedenti Joy rischia dunque l'ergastolo ed Earl, per proteggere lei ed i suoi figli, decide di assumersi la colpa. Il giudice lo condanna al massimo della pena: 3 anni di carcere. In prigione Earl continua a cercare di rimediare ai propri errori ed aiuta il direttore della struttura in vari modi, ottenendo in cambio delle riduzioni della pena. Quando però Earl è in procinto di essere liberato il direttore annulla le riduzioni di pena poiché, essendo totalmente incompetente, ha bisogno del prigioniero. Earl tenta dunque di evadere fallendo ma venendo salvato dal Darnell il quale riconosce il direttore come suo ex coinquilino ed attore pornografico. 
A seguito di questo evento Earl riprende ad essere malvagio fino a quando non viene nuovamente investito finendo in coma e rischiando la morte. Rirpesosi, Earl ritorna sulla buona strada.

### Randy Hickey
Randall "Randy" Doo Hickey è il fratello di Earl. È interpretato da Ethan Suplee e doppiato da Stefano Crescentini.
Randy è un uomo obeso, di scarso intelletto (che rasenta il ritardo mentale) ma fondamentalmente buono. Ciò nonostante ha sempre seguito il fratello in ogni sua azione venendo così coinvolto nei suoi crimini. Similmente, quando Earl redige la lista Randy lo segue nell'impresa. Innamorato di Catalina fin da quando la vide, Randy riesce a sposarla al fine di permetterle di restare negli Stati Uniti (il dipartimento per il controllo dell'immigrazione l'aveva espatriata a causa di Earl) ma la donna non contraccambia il sentimento e su suggerimento di Joy mette in atto un piano con il quale riesce a cancellare l'infatuazione dell'uomo per lei. 
Quando Earl cade in coma, Randy si prende cura di lui e cancella i punti della lista al suo posto. Successivamente Randy scrive una propria lista..

### Joy Turner
Joy Darville è la ex moglie di Earl. È interpretata da Jaime Pressly e doppiata da Anna Cesareni.
È una donna fisicamente molto attraente ma anche egoista, folle, iraconda, infedele e scarsamente acculturata. Rimasta incinta a seguito di un amplesso avuto con uno sconosciuto mascherato durante una festa di Halloween, ella ha sposato Earl approfittando del suo stato di ubriachezza, trasferendosi poi nella roulotte del marito insieme al cognato Randy. Quando Earl viene investito approfitta dello stato confusionale del marito (indotto dalla morfina) per ottenere il divorzio consensuale e vivere con l'amante Darnell Turner, presunto padre del suo secondogenito Earl Jr.
Joy, un anno dopo il divorzio da Earl, rubò un camion con al suo interno un dipendente di un supermercato. Fu denunciata per furto e sequestro di persona. Fu processata ma Earl si fece rinchiudere in carcere al posto suo.

### Darnell Turner
Darnell "Gamberone" Turner è il secondo marito di Joy nonché un caro amico di Earl. È interpretato da Eddie Steeples e doppiato da Alessandro Quarta. Nella versione originale il soprannome è Crabman, letteralmente uomo granchio.
Amante di Joy, suo secondo marito e presunto padre di Earl Jr., Darnell è un uomo estremamente calmo e pacifico che lavora come cuoco e barista nel locale frequentato dai protagonisti, il "Fish bar". È caratterizzato da un'enorme capigliatura afro. Nel corso della serie si scopre che in realtà il suo vero nome è Harry Monroe e che fa parte del programma protezioni testimoni. Egli è figlio di un agente segreto, cosa che lo ha portato a essere addestrato fin dall'infanzia divenendo un ottimo agente dotato di abilità straordinarie: parla numerose lingue, è in grado di organizzare un'evasione da un carcere e ha la capacità di far svenire una persona con una pressione alla base del collo (ovvia parodia della presa vulcaniana). Il suo cambio d'identità è dovuto al fatto che ha testimoniato contro suo padre venendo però facilmente riconosciuto nonostante la sua voce fosse alterata e il suo volto oscurato, proprio a causa della sua capigliatura. La sua permanenza a Camden sarebbe dovuta durare pochi mesi ma poi, innamoratosi di Joy, preferì rimanere li anziché trasferirsi a Tokyo. Darnell è molto affezionato alla sua tartaruga "Gamberuga" ma ha avuto anche una rana chiamata "Gamberana" e un cane chiamato "Gambau" donatogli da Randy.

### Catalina Aruca
Catalina Aruca è la donna delle pulizie dello squallido motel Las Palmas in cui Earl si trasferisce con il fratello dopo l'incidente a seguito del quale scopre il karma. È interpretata da Nadine Velazquez e doppiata da Daniela Calò.
Molto attraente, diviene il sogno d'amore di Randy non appena questi la conosce. Catalina è una giovane donna forte ed indipendente ma anche religiosa e superstiziosa. Quando Earl stila la lista ne rimane affascinata e lo aiuta più volte. 
Nata in Bolivia. È entrata illegalmente negli Stati Uniti d'America attraverso una cassa giungendovi il 1º Gennaio del 2000 dopo un mese di viaggio.
Grazie alla propria avvenenza, Giunta a Camden Catalina trovò lavoro prima come spogliarellista in alcuni locali, poi come donna delle pulizie al suddetto motel e quindi nuovamente come spogliarellista al Club Chubby. 
Per colpa di Earl Catalina viene arrestata e rimandata in Colombia dal dipartimento per il controllo dell'immigrazione, così lui e Randy si recano sul luogo per riportarla negli U.S.A., cosa che viene resa possibile tramite un matrimonio fra la donna e Randy stesso in modo da farle ottenere la carta verde. Successivamente Randy le rivela il proprio amore ma Catalina, non attratta da lui, lo respinge arrivando anche a mettere in pratica i consigli di Joy per fare in modo che Randy si facesse passare l'infatuazione nei suoi confronti, rendendosi artificiosamente repellente al momento di consumare il matrimonio; il piano di Catalina ha successo e Randy perde ogni interesse per la donna, tuttavia ha una svolta imprevista poiché l'uomo si rivela essere un amante impareggiabile e appassionato e Catalina s'innamora perdutamente di Randy arrivando a implorarlo di non lasciarla. Questo fatto porta a un inaspettato ribaltamento dei ruoli, con Randy totalmente indifferente a Catalina mentre lei cerca in tutti i modi di riconquistarlo, anche se a causa della cancellazione della serie il rapporto non è stato sviluppato. 

## Personaggi secondari

### Carlton "Carl" Hickey
- Interpretato da: Beau Bridges

Carl Hickey è il padre di Earl e Randy e marito di Katherine "Kay" Hickey. È un poliziotto addetto alla ricerca degli spacciatori dei narcotrafficanti.
Nei confronti di Earl, per tutta la prima stagione, Carl nutre sentimenti di rabbia per tutte le malefatte compiute dal figlio. Solamente dalla fine della prima stagione e dall'inizio della seconda i due ritornano in sintonia.
Carl si candidò sindaco due volte. In entrambe, per colpa di Earl non riuscì a vincere.

### Katherine "Kay" Hickey"
- Interpretato da: Nancy Lenehan

È la madre di Earl e Randy, nonché moglie di Carl Hickey. A differenza del marito, Kay ha sempre mantenuto un buon rapporto con i figli, perdonando i loro errori.

### Eric "Dodge" Chaz Hickey
- Interpretato da: Louis T. Moyle

È il primo figlio di Joy e la ragione per cui la donna convinse Earl a sposarlo con l'inganno essendo incinta. Fu chiamato Dodge perché l'unica cosa che Joy riusciva a ricordare del vero padre è che l'aveva conosciuto ad un concerto e che guidava un pickup Ford. Tuttavia, nell'ultimo episodio della quarta serie si viene a scoprire che all'insaputa di tutti, il vero padre è lo stesso Earl, confessa inoltre di aver conosciuto il padre di Dodge ad una festa di halloween dove Earl era vestito da scheletro motivo per cui non lo riconobbe

### Earl Hickey Jr.
- Interpretato da: Trey Carlisle

È il secondo figlio di Earl. Essendo nero, fu chiaro a Earl che la moglie lo tradiva, e si è sempre dato per scontato fosse figlio di Gamberone. Tuttavia, il cliffhanger dell'ultimo episodio lascia il dubbio in proposito.

### Kenny James
- Interpretato da: Gregg Binkley

Kenny è da sempre stato una vittima dei bullismi di Earl. Earl, nel primo episodio, scopre che Kenny è gay e gli fa trovare un compagno. Kenny aiuta molte volte Earl con la sua lista. Ad esempio quando si è fatto rinchiudere nel bagagliaio di un'auto per rubarne un'altra, o quando ha scritto i lavori al computer di Earl, Randy, Catalina, Ralph, Darnell e Joy per farli assumere da una grande catena di fast food.
Kenny aveva anche precedentemente denunciato Joy per contraffazione di denaro.
Kenny, inoltre, aiutò inconsapevolmente Ralph Mariano nella sua evasione dal carcere di Camden County mettendo a sua disposizione la sua macchina.
Alla fine della terza stagione, Kenny rivela che il suo vero amore è il bowler Stuart Daniels e i due si fidanzano.
La sua ultima apparizione è in La strega, quarta stagione.

### Patty
- Interpretata da: Dale Dickey

Patty, il cui nome completo è Patricia Michelle Weezmer, è una prostituta. Mentre di giorno esercita il lavoro più antico del mondo, di notte lavora come cameriera. In realtà ha una laurea magistrale e sa parlare il bengalese.
Afferma di avere un figlio che va alla scuola di parrucchiere e il cui padre dovrebbe essere (ma non vi è la certezza) la mascotte della squadra della scuola.
Sua madre è Griselda "Vecchia Strega Pazza" Weezmer, mentre suo padre è un Cherokee ed è nata in una riserva indiana. Dopo il divorzio dei genitori e il trasferimento a Camden con la madre, decise di non vivere più con lei perché trovava da brividi che sua madre la guardasse lavorare.

### Ralph Mariano
- Interpretato da: Giovanni Ribisi

Ralph Mariano è da sempre stato un grande amico di Earl e Randy. Quasi sempre questo li accompagnava nei furti. Alcune volte però preferisce i soldi che l'amicizia; quando Ralph scoprì che Earl aveva vinto 100.000$ al gratta e vinci, riuscì a rubarglieli ma più tardi la polizia lo ritrovò. Ciò nonostante, Earl preferì non denunciarlo.
Altre volte invece Ralph fa di tutto per aiutare Earl, ad esempio quando Earl doveva ricomprare il furgone di un suo vecchio amico che aveva bruciato, Ralph si taglia il mignolo del piede e questi fingono di averlo trovato all'interno di un hot dog per avere il risarcimento da una grossa catena.
Ralph compare anche nella lista, n° 51: fatto l'amore con la madre di Ralph. Questi all'inizio voleva uccidere Earl per quello che aveva fatto, più avanti riuscì a convincerlo di sposare sua madre (da cui più tardi divorziò).
Venne anche arrestato e portato nel carcere di Camden County da dove riuscì a evadere.
Vive tuttora con una vecchietta a Camden. Questa, essendo vecchia e non riuscendo più a riconoscere le persone, crede che lui sia Stan, ovvero il suo marito defunto. Ralph si è immedesimato nella parte per poter rimanere in un posto sicuro dopo la sua fuga dal carcere. Inoltre prende la pensione del defunto ogni mese.

### Willie il guercio
- Interpretato da: Bill Suplee

È il postino di Camden. Perse l'occhio sinistro nel 2003 quando lo colpì una scheggia di vetro proveniente da una fotografia dei Def Leppard che Joy distrusse con una palla da bowling.
Usa sempre un occhio finto, fin quando Joy non glielo ruba con uno stratagemma. Questa però decide lo stesso di ridarglielo.
Aiuta spesso Gamberone nel suo Crab-Shak (ovvero il fish-bar).

### Donny Jones
- Interpretato da: Silas Weir Mitchell

Donny è un amico di Earl e Randy. Anche lui è un ladro. Ha un carattere esplosivo e per nulla paziente. Donny è stato sulla lista di Earl perché quest'ultimo aveva commesso un furto a suo nome e quindi lui era finito in carcere. In galera ha scoperto la fede cristiana e da allora il suo principale argomento di discussione è la Bibbia.
Donny compare anche in Un nuovo mondo dove lui, Earl, Randy, Joy e Darnell credono che il 1º gennaio 2000 il Millennium bug abbia divorato gli uomini e vanno a vivere in un supermercato.
Durante il compleanno del 2007 di Earl, Donny gli cancella un punto che gli riguarda sulla lista.
La sua ultima apparizione è in Anniversario di matrimonio della quarta stagione.

### Sonny
- Interpretato da: Leo Fitzpatrick.

Sonny è un amico e complice di Earl e Randy. Nell'episodio pilota La lista di Earl, viene arrestato e non torna più per due stagioni, ma nessuno si accorge del suo arresto. Solamente in Il mio nome è detenuto 28301-016, première della terza stagione, dice ad Earl di essere stato arrestato.
Sonny ed Earl fanno spesso un gioco che consiste nel lanciare una lattina di birra vuota in testa all'altro quando non se lo aspetta.

### Tim Stack
- Interpretato da: Timothy Stack, se stesso.

Tim Stack interpreta se stesso in una versione parodistica. Timothy Stack è il divo di Camden County ed è anche un ubriacone cronico. Compare in: Ancora Cops!, Earl il cattivo, Il processo e altri. Una sua peculiarità è quella di essere sempre ubriaco, ma non finisce mai in galera poiché i poliziotti di Camden lo stimano troppo per arrestarlo.
Tim ha presentato il concorso "Miss più bella fra le belle", di cui Joy ne è la vincitrice.
Il suo agente, televisivo e cinematografico, è Wilfrid Dierkes (interpretato da Greg Garcia, creatore, sceneggiatore, regista e produttore della serie stessa).
Tim è comparso anche nella serie Aiutami Hope!, in compagnia di Patty, come sempre ubriaco. Per qualche motivo quindi Tim si è trasferito a Natesville da Camden County.

### Didi
- Interpretata da: Tracy Ashton

È una ragazza di Camden con una gamba sola. Dopo esserci andato a letto e averle detto che l'amava, Earl scappò rubandole la macchina dopo aver scoperto la sua menomazione. Da allora lo odia a morte e spesso lo insegue con un fucile in mano.
Ha un fidanzato di nome Jake con delle protesi alle gambe. Entrambi lavorano in un negozio di ciambelle.
Alla fine della terza serie, Earl riesce a rimediare al punto, non prima di aver passato del tempo usando una gamba sola per fargli provare quello che ha provato lei.

### Jeremiah "Jerry" Hazelwood
- Interpretato da: Craig T. Nelson

Jerry è il direttore del penitenziario di Camden County. È sposato con la governatrice dello Stato in cui è ambientata la serie (Maryland). È stato il creatore del programma di educazione: "La strizza raddrizza", che consiste nel portare dei detenuti in alcune scuole e intimorire i bambini affinché non commettano reati.
È stato amico di Earl quando questo era in carcere nella terza stagione, e gli faceva fare delle buone azioni per degli sconti di pena. Il totale di sconto era più di un anno in totale. Jerry si accorse però che senza di Earl sua moglie avrebbe voluto il divorzio, senza di lui avrebbe lasciato a piede libero un detenuto evaso, ovvero Frank Stump e senza di lui non avrebbe soffocato le guerre tra le bande del penitenziario. Jerry capisce che deve tenere Earl in carcere e quindi gli brucia tutti i condoni. Più avanti però Earl scoprirà che lui era un attore pornografico e in cambio di mantenere il segreto si farà scarcerare.

### Frank Stump
- Interpretato da: Michael Rapaport

Frank è stato un amico di Earl, era il proprietario del caravan dove vivono oggi Darnell, Joy e i due ragazzi. Frank è come Earl, un ladro. Lavora in coppia con Paco, ex-fidanzato di Catalina. I due fecero una rapina andata a buon fine in un casinò ma per pura sfortuna tamponarono un camion dell'FBI e vennero arrestati. La sentenza gli diede 20 anni di carcere.
Frank aveva nascosto il bottino di una passata rapina dietro al fornello del caravan di Joy. Dopo il programma di "La strizza raddrizza", di cui lui faceva parte, riuscì a scappare e per prima cosa fece che andare a prenderlo. Venne però riportato in carcere da Earl e Randy.
Frank aiutò Earl a fuggire di prigione, ma quando questo precipitò per sbaglio nell'ufficio del direttore del carcere Jerry Hazelwood, questo scappò senza di lui, ma insieme a Paco. I due riuscirono a rubare un furgone vicino al carcere e riuscirono quindi a fuggire. Guidava Paco, questo riconobbe la sua ex-fidanzata Catalina per strada e per sbaglio andò a tamponare una volante della polizia. Furono quindi riportati in carcere entrambi.

### Iqball
- Interpretato da: Abdul Goznobi.

Iqball è il negoziante del Camden Market. Compare spesso negli episodi, anche se non è di importanza rilevante. È stato però proprio Iqball a vendere il biglietto vincente della lotteria a Earl. Inoltre, verso la fine dell'episodio La lista di Earl, quando Earl accompagna Kenny al gay-bar, lo si può vedere proprio dietro di Earl. Questo fa intendere che lui sia gay.
La sua unica lingua parlata è il bengalese e per farsi capire dagli altri si fa aiutare da Patty che gli traduce il discorso.
Dalla terza stagione in poi impara, o almeno in parte, a parlare inglese.
Si scopre il suo nome solamente nell'episodio "Ancora Cops" della terza stagione.

### Josh
- Interpretato da: Josh Wolf

Josh era un dipendente del supermercato di Camden County. Fu rinchiuso per sbaglio da Joy ed Earl in un camion, e fortunatamente riuscì a scappare da questo. Josh, però, morì schiacciato e soffocato dal letto reclinabile della sua stanza ed Earl, per cancellarlo dalla sua lista, gli organizzò il funerale.
Josh compare più volte in vari episodi anche dopo la sua morte, dato che questi ricordano eventi successi in precedenza. Josh lavorò per un giorno alla fiera di Camden in una lotteria.
Josh non diede lavoro come fattorino del supermarket a Glen Shipley, detenuto amico di Earl, perché questo era vissuto praticamente sempre in galera e perché era del tutto inaffidabile.
Josh, inoltre, compare nei sogni di Earl, quando questo è in coma, come accompagnatore in Paradiso.

### Little Chubby
- Interpretato da: Norm MacDonald

È il soprannome di Richard Chubby, Erede delle proprietà del padre Big Chubby (interpretato da Burt Reynolds), possiede la maggior parte di Camden, dalla lavanderia al ristorante, fino al nightclub. In principio era arrogante e crudele, sfruttando la ricchezza del padre. Dopo un calcio nei testicoli datogli da Earl, diventò improvvisamente gentile. Quando Earl va da lui per rimediare a quel punto della lista, decidono di farlo sottoporre ad un intervento chirurgico, per poi scoprire che è tornato cattivo. Little Chubby però, capendo cosa gli è accaduto si fa colpire da una palla da baseball ai testicoli per tornare gentile. In seguito però si scopre che si è fatto trapiantare dei testicoli di toro perché l'essere gentile non andava bene per gli affari.

### Jasper
- Interpretato da: J. Lamont Pope

Jasper è il ricettatore di Camden County. Compra di tutto e vende di tutto. Ha venduto delle bombe ad una scolaresca, vende persino dei bambini iraniani. Spesso i protagonisti vengono da questo per chiedergli aiuto.
Ha una fidanzata russa ordinata per posta, anche questa è una ricettatrice.
È l'uomo di Camden con più proiettili nel corpo, probabilmente dati da alcuni clienti non soddisfatti della sua merce.

### Billie Cunningham
- Interpretata da: Alyssa Milano

È la seconda moglie di Earl. In principio era una ragazza onesta che studiava all'università. Dopo aver conosciuto Frank, cominciò a darsi al crimine e alla cattiva strada. Earl convince l'amico a lasciarla perché possa tornare allo studio e quando Earl esce di prigione si rende conto che sia la donna della sua vita.
In seguito ad una serie di inconvenienti però, Earl rifiuta di continuare con la Lista, viene investito da un'auto guidata proprio da Billie, che a sua volta viene investita subito dopo da Stuart. Entrambi finiscono in ospedale e mentre Earl è in coma, Billie si riprende e conosce Stuart che mente a proposito del fatto che l'abbia investita. Volendo provarci con lei, continua a mentirle dicendo che la polizia la sta cercando e la convince a stare insieme a lui.
Nell'episodio Tutti pazzi per Billie Stuart, Frank, Catalina (diventata lesbica) ed Earl le si dichiarano. Alla fine sceglie quest'ultimo e i due si sposano vivendo con i soldi dell'assicurazione di Stuart. Earl sprona Billie a fare una lista, ma la ragazza la liquida in un giorno con una serie di scuse verso le vittime e su questo hanno una discussione che si conclude con lei che rompe ad Earl il dito.
Purtroppo per Earl la vita matrimoniale con lei diventa un inferno. Billie infatti si dimostra molto avida nel condividere i soldi con lui, si impone sempre in tutto, e costringe Randy a dormire fuori di casa come un animale e gli fa fare le cose più umilianti solo per un cremino. Earl, dopo aver cancellato alcune sue cattiverie verso le donne il suo rapporto con lei comincia a migliorare, ma lei ingelositasi al riguardo lo costringe a scegliere tra lei e la lista.
Quando il marito sceglie la Lista rispetto a lei, gli ruba la lista e comincia a distruggere il lavoro fatto da Earl, punto per punto. Inseguita dalla polizia, si rifugia tra i Camdeniti, una comunità simile a quella amish ma con anche l'avversione alla tecnologia. Lì scopre la bellezza della loro vita e decide di stabilirsi tra di loro, divorziando con Earl e donandogli i 72.000 dollari rimasti.

### Liberty Washington
- Interpretata da: Tamala Jones

È la sorellastra di Joy, frutto di una scappatella del padre. All'inizio le due si odiavano, ma grazie all'intervento di Earl, si riappacificano. Essendo una lottatrice di wrestling professionista, non voleva mettere da parte la carriera per avere un figlio. L'occasione si presenta quando Joy vorrebbe essere incinta per ricevere una sentenza mite nel processo che la coinvolge. Earl convince Joy a prestarsi per portare la gravidanza al posto della sorellastra, così che entrambe abbiano ciò che vogliono.
Le due hanno un punto discorde su come far nascere il bambino. Joy vorrebbe partorire in ospedale con l'aiuto di un epidurale, Liberty invece vuole che Joy partorisca senza l'aiuto dei medici a casa sua. E proprio così succede, Joy partorisce proprio nel suo caravan grazie all'aiuto di Darnell.

### Ray-Ray Washington
- Interpretato da: DJ Qualls

È il martito di Liberty. Ha un carattere gentile come quello di Gamberone e ha una lucertola Pogona come Darnell ha una tartaruga. Il suo nome è tale perché suo padre si chiamava Ray, e infatti vorrebbe chiamare il figlio Ray-Ray-Ray.

### Vecchio con l'elettro-laringe
- Interpretato da: Jack Axelrod

È un anziano di Camden che può parlare solo grazie ad un'elettro-laringe, apparentemente a causa del fumo. In una puntata vende delle videocassette che parlano dei danni del fumo, probabilmente proprio per far capire alla gente che se fumeranno saranno come lui.
Sempre questo ha finto di essere il padre di Randy per poterlo far partecipare ad una partita di football liceale.
È anch'esso stato presente sulla lista di Earl, ovvero n°165: Gettato un penny nella gola di un vecchio con l'elettro-laringe. Il punto è stato cancellato dallo stesso vecchio come regalo di compleanno ad Earl.

### Nescobar-A-Lop-Lop
- Interpretato da: Abdoulaye N'Gom

È un immigrato africano che vive a Camden. Compare per la prima volta quando Earl si presta come insegnante di inglese. Soffre di cleptomania verso le penne e parla cinese come rivelato durante il processo di Joy.
È presente nella lista di Earl, è il numero 27: Preso in giro stranieri per la loro pronuncia. Earl lo cancella insegnandogli a parlare inglese.
Nescobar è Cristiano Cattolico e va spesso nella chiesa di Camden a messa.
Diventa anche una delle vittime di Billy terza ex-moglie di Earl

### Rodney Cuor-Di-Leone
- Interpretato da: Clint Howard

Rodney è un ladruncolo di Camden che non si lava mai e ruba agli altri ladri.

### Hank Lange
- Interpretato da: Tim DeKay

Hank è un vecchio amico di Earl. Lui è sulla sua lista perché durante una sua festa di compleanno Earl ha raccontato a tutti gli invitati una storia poco carina. Hank è stato arrestato per una rapina e il giudice gli dà 20 anni di carcere da scontare. Viene rivisto da Earl in un episodio successivo sempre della Prima Stagione

## Gli agenti di Camden County
Gli agenti della polizia di Camden County compaiono spessissimo nella serie ed hanno un ruolo spesso fondamentale nella storia.

### Agente Stuart Daniels
- Interpretato da: Mike O'Malley

Stuart è un agente della polizia. Ha 4 sorelle, tutte poliziotte. Sua madre è la commissaria di Camden County. Ha sempre fatto il poliziotto, ma la sua vera passione è il bowling e deciderà di ribellarsi ai voleri della madre di farne un poliziotto modello per diventare un giocatore professionista di bowling. Compare in diversi episodi, ma principalmente compare negli episodi I nostri Cops in tv! e Ancora Cops! in cui per l'appunto fa la parte del poliziotto di Camden.
Stuart è gay e amava Kenny James. Purtroppo, essendo un cristiano praticante e molto credente, decise di non poter fidanzarsi con Kenny per non offendere la religione in cui crede. Più tardi però i due si fidanzano ugualmente e vengono definiti da tutti "La coppia più felice di Camden".
Earl gli rubò il distintivo, con il quale si fingeva un poliziotto. Più tardi Earl gli riconsegnò ciò che gli apparteneva.
Inoltre fu proprio Stuart ad investire con l'auto Billy, 3º ex-moglie di Earl, mentre questa cercava di chiedere aiuto per cercare di salvare Earl che lei per prima aveva investito. Stuart comunque saprà solo più tardi di non aver investito entrambi, dato che quando passò con la sua auto nella via, dopo aver investito Billy, trovò due corpi distesi per la strada e credette quindi di averli investiti entrambi.
Stuart è inoltre spesso a caccia di Earl e Randy per le loro malefatte. Difatti lui stesso dice che in centrale hanno un intero fascicolo con i loro crimini.
È molto amico di Tim Stack che nella serie interpreta se stesso in una versione parodistica. Diverse volte lo trova in stato di ebbrezza alla guida di un'auto, ma poiché è suo amico ed è famoso lo lascia sempre a piede libero.
Ha preso servizio come poliziotto nel 1999 e ha praticato questo mestiere fino al 2006, quindi per 7 anni, prima di diventare giocatore di bowling.
Stuart ha detto che la sua più improbabile e difficile copertura è stata quella svolta durante una retata si per catturare alcuni spacciatori di droga, in cui si travestì da motociclista gay e dovette andare ad una discoteca di motociclisti gay situata vicino al Crab-Shack a Camden.
È fidanzato in un rapporto gay con Kenny James.

### Agente Bob Smiley
- Interpretato da: George Frangides

Bob è un uomo basso e mingherlino, è sempre spaventato da tutto e tutti e questo gli fa sparare a possibili criminali molto frequentemente. Ha una volta elettrizzato, con una pistola elettrica, Joy e un'altra volta Earl. Questo in entrambi i casi quest'ultimo si è lanciato addosso a Bob cercando di picchiarlo.
Durante un giorno di festa, a Camden, Bob trovò Earl e Randy a rubare in un'abitazione. Li ammanettò e li portò nella sua volante, ma essendo un giorno di gioia decise di portarli alla fiera. Durante lo svolgimento di questa, i due fratelli riuscirono a scappare da Bob.

### Agente Jeff Hoyne
- Interpretato da: Billy Gardell

Jeff è alto e grasso, si sposta per Camden con una bicicletta per colpa del taglio dei fondi da parte del comune. Jeff ha un fratello gemello che lavora al: Waadt Appliance, ovvero un negozio di elettrodomestici. È molto amico dell'agente Stuart Daniels.
Jeff e Stuart sono gli agenti incaricati della costante ricerca di Earl e Randy per i loro crimini. Praticamente sempre infatti fanno i giri di ronda di Camden e quasi sempre sono sempre insieme durante le molteplici ricerche di Earl e Randy dopo un furto.

### Agente Bobbi Bowman
- Interpretata da: Kathy Kinney

Bobbi Bowman è un'agente della polizia di Camden in sovrappeso. È una donna di mezz'età che appare solo negli episodi I nostri Cops in tv e Ancora Cops! (prima e seconda parte).

## Guest star
Le guest star sono personaggi famosi che compaiono in alcuni episodi della serie:
- Trace Adkins, se stesso (1ª stagione, La lista di Earl)
- David Arquette, Johnny l'angelo (4ª stagione, Johnny l'angelo)
- Roseanne Barr, Milly Banks (2ª stagione, Per grazia ricevuta)
- Ewen Bremner, Raynard (4ª stagione, Leggere è fonda-mentale!)
- Brett Butler, madre di Joy (1ª stagione, Bianco bugiardo Natale)
- Larry Joe Campbell, guardia carceraria (3ª stagione, Guerra fra bande & Scappa, Earl, Scappa)
- Carson Daly, se stesso (1ª-4ª stagione, La lista di Earl, La lista di Randy)
- Jenna Elfman, ragazza pon-pon (4ª stagione, Il cheerleader)
- Erik Estrada, se stesso (4ª stagione, Programma protezione)
- Morgan Fairchild, Carol (4ª stagione, Casalinghe buggerate)
- Leo Fitzpatrick, Sonny (1ª-3ª stagione, La lista di Earl, Il mio nome è detenuto 28301-016, Scrittura creativa)
- Ben Foster, Glen (3ª stagione, Il mio nome è detenuto 28301-016)
- Courtney Gains, Lloyd (4ª stagione, Venduto un catorcio)
- Johnny Galecki, Scott (1ª stagione, Per qualche birra in più)
- Danny Glover, padre di Darnell (4ª stagione, Karma letale)
- Seth Green, Buddy (4ª stagione, La magica ora)
- Paris Hilton, se stessa (3ª stagione, Non morirò se mi aiutano gli amici)
- John Leguizamo, zio di Catalina (2ª stagione, A sud della frontiera)
- Juliette Lewis, Jessie (1ª stagione, Cacciatrice di denti)
- Jenny McCarthy, personal-trainer (2ª stagione, Postini per caso)
- Norm MacDonald, Little Chubby (2ª-4ª stagione, La vita è una palla, anzi, due ; Il padre di Dodge)
- Howie Mandel, se stesso (3ª stagione, Il fattore Frank)
- Marlee Matlin, Ruby Whitlow (2ª stagione, Il processo)
- Jason Priestley, Blake (4ª stagione, Anniversario di matrimonio)
- Michael Rapaport, Frank Stump (3ª stagione, Il fattore Frank ; La strizza raddrizza ; Scappa, Earl, scappa! ; Missione top secret ; La ragazza di Frank)
- Giovanni Ribisi, Ralph (1ª-2ª-3ª stagione, Maestro Earl ; La mamma è sempre la mamma ; Earl il cattivo, Hot dog bruciato, hot dog fortunato)
- Burt Reynolds, Richard Chubby (2ª stagione, Salti di Joy)
- Geraldo Riviera, se stesso (4ª stagione, Chi l'ha visto)
- Jane Seymour, se stessa (4ª stagione, Venduto un catorcio)
- Dax Shepard, fidanzato di Nathalie (1ª stagione, La finta morte)
- Jimmi Simpson, vicino di Joy (2ª stagione, A sud della frontiera)
- Christian Slater, hippie (2ª stagione, Randy nel paese delle meraviglie)
- Christine Taylor, Alex Meyers (1ª stagione, Il professore)
- Paul Teutul Sr., se stesso (3ª stagione, Rubato una motocicletta)
- Paul Teutul Jr., se stesso (3ª stagione, Rubato una motocicletta)
- Michael Teutul, se stesso (3ª stagione, Rubato una motocicletta)
- Michael Waltrip, se stesso (4ª stagione, Chi l'ha visto)
- John Waters, Walter il funzionario delle pompe funebri (2ª stagione, Il ragazzo segregato in un camion)